# Nermina Lukac

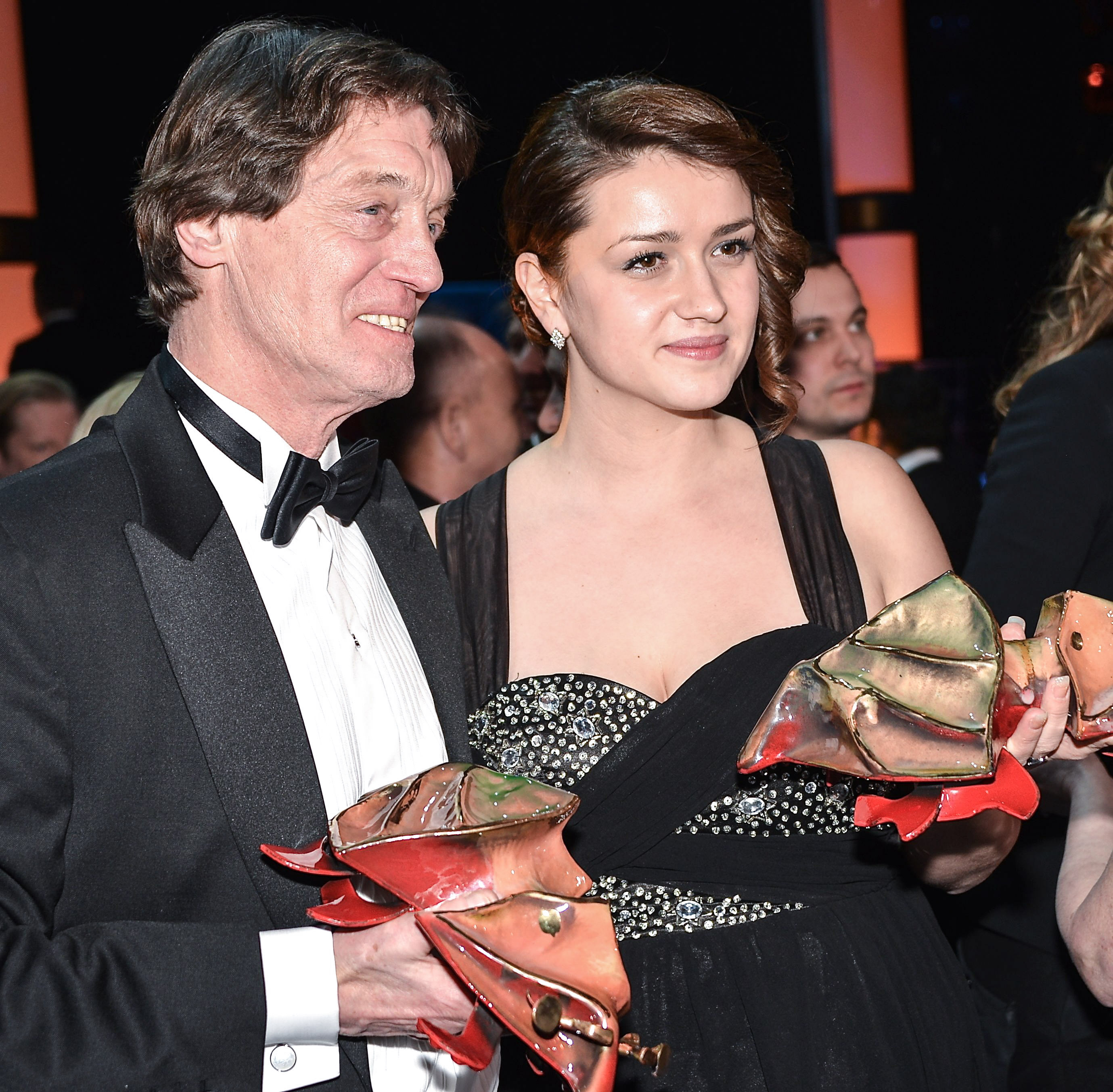
Johannes Brost och Nermina Lukač med sina guldbaggar på Guldbaggegalan 2013.

Nermina Lukac (montenegrinsk stavning Nermina Lukač), född 5 januari 1990 i Montenegro i Jugoslavien, är en svensk skådespelare.

## Biografi
Lukac kom med sin familj till Sverige 1992. Hon växte upp i Munkedal och i skånska Åstorp och bor numera i Helsingborg.
Lukac debuterade i Gabriela Pichlers film Äta sova dö. För rollen som Raša har hon bland annat belönats med Guldbaggen för Bästa kvinnliga huvudroll, Stockholms filmfestivals Rising Star-pris, utsetts till Shooting Stars Award vid Filmfestivalen i Berlin 2013 och belönats med Helsingborgs Dagblads kulturpris 2012.
Vid sidan av skådespeleriet arbetar Lukac som fritidsledare i Helsingborg. Hon har uppgett att skådespeleriet aldrig varit något hon strävat efter och har beskrivit det som chockartat när hon fick rollen som Raša i Äta sova dö efter att ha träffat en castare på fritidsgården hon brukade gå till som ung.